# Тартуська сільська рада
Та́ртуська сільська рада (ест. Tartu külanõukogu, рос. Тартуский сельский совет) — сільська рада в Естонській РСР та Естонській Республіці, адміністративно-територіальна одиниця в складі Тартуського району (1954—1990) та повіту Тартумаа (1990—1991).

## Географічні дані
Сільська рада розташовувалася в північній частині Тартуського району.
У 1975 році площа сільради складала 265 км2, у 1977 році — 263 км2.
Населення за роками

## Населені пункти
Сільській раді в 1954 році, після об'єднання територій Кобратуської, Раадіської та Таммістуської (частково) сільрад, підпорядковувалися населені пункти:
поселення Таммісту (Tammistu asundus);
села: Соекюла (Soeküla), Веду-Сое (Vedu-Soe), Веду (Vedu), Напо (Napo), Кобрату (Kobratu), Метскюла (Metsküla), Війдіке (Viidike), Вяеґвере (Väägvere), Арупяе (Arupää), Аовере (Aovere), Веснері (Vesneri), Енґвере (Енґевере) (Engvere (Engevere), Вазула (Vasula); Пярна (Pärna), Вазула (Vasula), Марама (Marama), Мурі (Muri), Миллатсі (Mõllatsi), Керкакюла (Kerkaküla), Арукюла (Aruküla), Метснурґа (Metsnurga), Кирвекюла (Kõrveküla), Ерала (Erala), Тіла (Tila), Войбла (Вийбла) (Voibla (Võibla); Торді (Tordi), Саарде (Saarde), Атсувере (Atsuvere), Кюкітая (Kükitaja), Ваге (Vahe), Таммісту(Tammistu), Кяетсе (Käätse), Люйза (Lüüsa), Таабрі (Taabri), Каарлі (Kaarli), Віллісааре (Villisaare), Каресааре (Кересааре ?) (Karesaare (Keresaare ?).
1975 року до складу сільради ввійшли населені пункти: 
поселення Саадьярве (Saadjärve asundus) та села: Алеві (Alevi), Ерала (Erala), Кастлі (Kastli), Кукулінна (Kukulinna), Киллусте (Kõlluste), Ламміку (Lammiku), Лягте (Lähte), Марамаа (Maramaa), Метсанука (Metsanuka), Метсанурґа (Metsanurga), Мийзакюла (Mõisaküla), Ниела (Nõela), Пугталейва (Puhtaleiva), Пупаствере (Pupastvere), Пилтсамаа (Põltsamaa), Салу (Salu), Сойтсьярве (Soitsjärve), Соотаґа (Sootaga), Ванакуб'я (Vanakubja), Вазула (Vasula), Вийбла (Võibla), Иві (Õvi), Йиуза (Jõusa), Ніґула (Nigula), Тооламаа (Toolamaa).
Станом на 1989 рік Тартуській сільській раді підпорядковувалися:
2 селища (alevik): Кирвекюла (Kõrveküla), Лягте (Lähte);
41 село (küla): Аовере (Aovere), Арупяе (Arupää), Веду (Vedu), Вагі (Vahi), Вазула (Vasula), Веснері (Vesneri), Вийбла (Võibla), Війдіке (Viidike), Вілуссааре (Vilussaare), Вяеґвере (Väägvere), Гаава (Haava), Ексі (Äksi), Ерала (Erala), Иві (Õvi), Іґавере (Igavere), Йиуза (Jõusa), Кастлі (Kastli), Кіківере (Kikivere), Кобрату (Kobratu), Кукулінна (Kukulinna), Кюкітая (Kükitaja), Кяркна (Kärkna), Ламміку (Lammiku), Ломбі (Lombi), Марамаа (Maramaa), Метсанука (Metsanuka), Мєллатсі (Möllatsi), Ниела (Nõela), Ніґула (Nigula), Пугталейва (Puhtaleiva), Пупаствере (Pupastvere), Саадьярве (Saadjärve), Салу (Salu), Соекюла (Soeküla), Сойтсьярве (Soitsjärve), Соотаґа (Sootaga), Соямаа (Sojamaa), Таабрі (Taabri), Таммісту (Tammistu), Тіла (Tila), Тооламаа (Toolamaa).

## Землекористування
На момент утворення сільради в межах її території землями користувалися колгоспи «Майбутнє» (Tulevik), ім. М. Гярма, ім. Жданова та «Таммісту»; радгосп «Вазула», відділення радгоспу «Луунья», а також Раадіське учбово-дослідне господарство Тартуського державного університету, Таммістуський будинок інвалідів і відділення плодоовочевого радгоспу «Ексі»
1975 року на території сільради розташовувалися колгоспи імені М. Гярма (головна садиба містилася в селі Аовере), «Авангард» (село Пилтсамаа), Соотаґаський плодоовочевий радгосп (село Лягте) і господарство Таммістуського будинку інвалідів.

## Історія

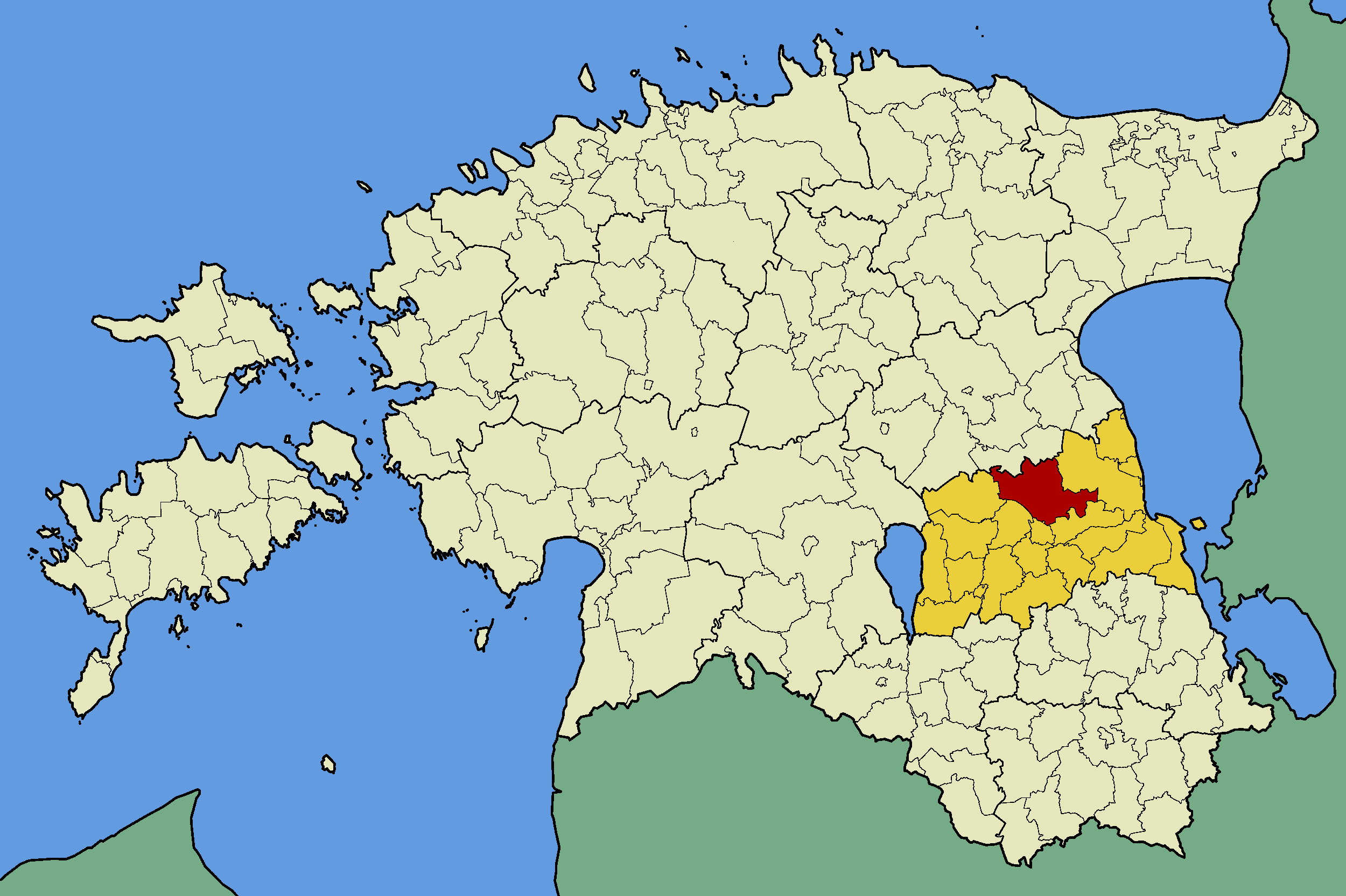
Волость Тарту після 1991 року

17 червня 1954 року в процесі укрупнення сільських рад Естонської РСР в Тартуському районі утворена Тартуська сільська рада шляхом об'єднання територій скасованих Кобратуської та Раадіської сільрад та північної частини Таммістуської сільради, що також ліквідовувалася. Адміністративний центр новоутвореної сільради розташовувався в селі Аовере.
27 липня 1972 року сільрада передала Вараській сільській раді 260 га земель Еттіського відділення радгоспу «Вара».
31 січня 1975 року територія Тартуської сільради збільшилася на північному заході внаслідок приєднання земель ліквідованої Ексіської сільської ради, де мешкали за різними оцінками від 2507 до 2660 осіб. Одночасно перенесений адміністративний центр з села Аовере до села Ерала.
17 листопада 1976 року в сільраді перенесений адміністративний центр з села Ерала до селища Арукюла.
22 квітня 1977 року відбулися зміни адміністративних кордонів між містом Тарту й Тартуською сільрадою — місто отримало територію площею 170 га, де мешкали 470 осіб, компенсуючи втрати сільради лише сьома га (88 мешканців). Селище Арукюла Тартуської сільради вилучено зі списку населених пунктів Естонської РСР після включення території селища в межі міста Тарту.
16 травня 1991 року Тартуська сільська рада Тартуського повіту перетворена у волость Тарту з отриманням статусу самоврядування.